# Prefectura de Kōchi
La prefectura de Kōchi (高知県 Kōchi-ken?) está localizada en la costa de Shikoku en Japón. La capital es la ciudad de Kōchi.

## Historia
La prefectura de Kōchi fue conocida históricamente como la provincia de Tosa y fue controlada por el clan Chōsokabe en el período Sengoku y el clan Yamauchi durante el período Edo.
La provincia de Tosa fue unificada en el tercer año de Tensho (1575) por las manos de Nagasogabe Motochika. Motochika se embarcó entonces en la pacificación de Shikoku, pero en el año 13 de Tensho (1585), fue derrotado por el avance de Toyotomi Hideyoshi sobre Shikoku y se convirtió en el señor de la provincia de Tosa.
Cuando el clan Yamauchi entró en Tosa, los clanes de los vasallos de Nagasogabe mostraron una obstinada resistencia (Urado Ichirevolt). Al final, el asunto se resolvió en la forma de la traición de muchos de los antiguos vasallos que fueron derrotados. Incluso después de que Ichiho entrara en la prefectura, las rebeliones esporádicas continuaron durante varios años, como la Rebelión de Takiyama.
En el noveno año de Meiji (1876), la prefectura de Meito (anteriormente provincia de Awa) fue incorporada a la prefectura de Kochi, pero en el año 13 de Meiji (1880), se separó nuevamente como prefectura de Tokushima.
El 21 de septiembre de 1934 (Showa 9), una tormenta causada por el tifón Muroto. Según el informe del periódico del 26 de septiembre, los daños en la prefectura incluían 114 muertos, 398 heridos y 1.203 casas (1.958 edificios) completamente destruidas o arrasadas. En particular, las aldeas cercanas a la costa de Muroto, el río Kira, Hane, Nahanri, Tano y Yasuda, que fueron particularmente dañadas, estaban todas en ruinas, y alrededor de 1100 barcos de pesca fueron arrastrados por el agua fue un gran golpe para la economía local durante mucho tiempo.
La ciudad de Kōchi es también el lugar de nacimiento del destacado revolucionario Sakamoto Ryōma, quien se convirtió en uno de los principales instigadores de la Restauración Meiji.

## Geografía
La prefectura de Kōchi comprende la parte suroeste de la isla de Shikoku, frente al Océano Pacífico. Limita al noroeste con Ehime y al noreste con Tokushima. Es la más grande pero menos poblada de las cuatro prefecturas de Shikoku. La mayor parte de la provincia es montañosa, y solo en unas pocas áreas, como alrededor de Kōchi y Nakamura, hay una llanura costera. Kōchi es famoso por sus numerosos ríos. Inamura-yama en Tosa-cho es el pico más alto de la prefectura de Kōchi con una altitud de 1.506 metros sobre el nivel del mar.

### Ciudades
- Aki
- Kami
- Kōchi (capital)
- Kōnan
- Muroto
- Nankoku
- Shimanto
- Sukumo
- Susaki
- Tosa
- Tosashimizu

### Pueblos y villas
Estos son los pueblos y villas de cada distrito:
- Distrito de Agawa
  - Ino
  - Niyodogawa
- Distrito de Aki
  - Geisei
  - Kitagawa
  - Nahari
  - Tano
  - Tōyō
  - Umaji
  - Yasuda
- Distrito de Hata
  - Kuroshio
  - Mihara
  - Ōtsuki
- Distrito de Nagaoka
  - Motoyama
  - Ōtoyo
- Distrito de Takaoka
  - Hidaka
  - Nakatosa
  - Ochi
  - Sakawa
  - Shimanto
  - Tsuno
  - Yusuhara
- Distrito de Tosa
  - Ōkawa
  - Tosa

### Población
La prefectura de Kochi es la tercera prefectura menos poblada de Japón después de las prefecturas de Tottori y Shimane, y la más baja de la región de Shikoku. La densidad de población es la más baja de las prefecturas al oeste de la región de Chubu.
En cuanto a la distribución de la población, casi la mitad de los residentes de la prefectura viven en la ciudad de Kochi, la capital de la prefectura, lo que la convierte en una de las llamadas ciudades primarias. La ciudad de Kochi es la única ciudad con una población de más de 50.000 habitantes, que es el número necesario para implementar un sistema de ciudad única, que es el más pequeño entre todas las prefecturas.

## Turismo
- Castillo de Kōchi, uno de los 12 castillos originales que quedan en Japón
- El castillo de Aki y el distrito de residencia de los samuráis llamado Doi Kachū
- Castillo de Okō, las principales ruinas del castillo del clan Chōsokabe.
- Museo de Historia de la Prefectura de Kōchi, Museo Histórico ubicado en el Castillo de Okō
- Katsurahama
- Cueva de Ryugado, una de las tres mejores cuevas de Japón
- Río Shimanto, el único río sin represas en Japón
- Godaisan
- Museo Anpanman

## Cultura

### Gastronomía
Al igual que la mayoría de las áreas de Japón, Kōchi se anuncia a sí mismo como especializado en un alimento importante, a menudo conocido como meibutsu. El de Kōchi es katsuo no tataki, atún listado o bonito que se chamusca ligeramente.